# Maranagere, Sira
Maranagere là một làng thuộc tehsil Sira, huyện Tumkur, bang Karnataka, Ấn Độ.